# Венецијански залив
Венецијански залив је неформално признати залив Јадранског мора. Налази се на крајњем северном делу Јадрана, ограничен на југозападу најисточнијом тачком делте реке По у Италији и на југоистоку најјужнијом тачком Истре у Хрватској. Граничи се обалама североисточне Италије и југозападне Хрватске и Словеније.

## Географија
Међународна хидрографска организација формално не признаје залив. Према својој уобичајеној неформалној дефиницији, на југу је ограничен линијом између рта Маестра, најисточније тачке делте реке По у северној Италији, и рта Камењак, најјужније тачке Истарског полуострва у Хрватској. Са свих осталих страна је ограничен северном обалом Јадрана. Као такав, дуг је око 120 км и има просечну дубину од 38 метара. Подручје на североисточном крају залива понекад се назива Тршћански залив, неформално дефинисан као део Јадрана североисточно од линије између најјужније тачке Пунта Таљаменто у Италији и најзападније тачке Савудрије или Пунта Салворе у Хрватској.
Реке Таљаменто, Пијава, Адиђе, Соча, Драгоња и Брента уливају се у Венецијански залив. Главни градови дуж његове обале су Венеција, Трст, Копар, Кјођа и Пула. Важна туристичка дестинација у том подручју је острво Албарела .

## Историја
У антици је залив био јужни крај Ћилибарског пута. Значај Млетачке републике током високог средњег века, ренесансе и раног модерног доба дао је име Венецијански залив целом Јадранском мору. Термин је био ограничен на подручје око Венеције, јер је латински назив за море постао уобичајенији у енглеском језику и међу другим европским географима.